# Grissbach
Grissbach är en utslocknad svensk adelsätt.
Släkten inkom till Sverige från Andersberg i Braunschweig med Georg Grissbach (1587-1651) på 1620-talet. Enligt Gabriel Anreps ättartavlor var dennes morfar överbergmästare Mattias Brechtel vid St Andersberg. Georg Grissbach blev i Sverige överbergmästare över alla silver-, koppar- och blyberg i Sverige, och adlades 1641 med bibehållet namn. Ätten introducerades året därefter på nummer 297. Grissbach lät uppföra Salnecke slott.
Georg Grissbach var gift två gånger, men fick bara barn i första äktenskapet. Den första hustrun, Anna Sibylla Schmith, var dotter till Otto Henrich Conradsson Schmith som Gustav II Adolf inskrivit till Garpenbergs kopparverk och hans hustru Anna Stiegeln. Dottern Catharina blev stammoder till adelsätten von Weidenhaijn, sonen Georg var löjtnant och stupade ogift i strid, Christina blev stammoder för den friherreliga ätten Lybecker, och Beata stammoder till adelsätten Neümeyer.
Ätten fortlevde med två söner, kaptenen Zacharias Grissbach och majoren Otto Grissbach. Den förre av dessa fick en son, Georg Zacharias som stupade vid slaget vid Poltava, och denne fick med sina två hustrur döttrar varmed han slöt sin gren på svärdssidan 1709.
Otto Grissbach ärvde Salnecke efter sin far. Hans hustru var Sofia Sabel vars mor var en Patkull. De fick två söner. Ätten slocknade på svärdssidan med deras sonson Gustaf Fredric Grissbach år 1734.
Stamfadern för den svenska ätten kom till Sverige för att bygga upp den svenska gruvindustrin, men ättlingar på svärdssidan till honom var uteslutande verksamma inom militären. Flera stupade i fält, förutom ovan nämnda även kapten Johan Otto och fänrik Bengt som stupade i Poltava, major Georg Fredrik som stupade 1703 vid Aplatow i Polen, och kapten Patrik Grissbach som tillfångatogs i Poltava och avled i rysk krigsfångeskap.